# 奧雷利昂·魯熱里
奧雷利昂·魯熱里（法語：Aurélien Rougerie；1980年9月26日—）是一位法國橄欖球運動員。他是法國國家橄欖球隊的一員，代表法國參加了2011年世界盃橄欖球賽。